# Hemotoxin
Hemotoxin kallas gifter som förstör röda blodkroppar (alltså orsakar hemolys), stör blodkoagulering och/eller orsakar organförsämring och vävnadsskador. Termen hemotoxin är något missvisande då toxiner som skadar blodet även skadar andra vävnader. Skador som orsakats av hemotoxiner är ofta väldigt smärtsamma och kan orsaka permanenta skador. 